# 김서윤 (배우)
김세련(본명: 김서윤, 1979년 1월 15일 ~ )은 대한민국의 탤런트, 모델이다.

## 학력
- 부광여자고등학교 졸업
- 중앙대학교 학사

## 드라마
- 1999년 : 중앙대 서울캠퍼스 <가을동화>  - 송혜교 역
- 외국영화 handsome & pretty <해리와 샐리가 만났을 때>  - 영국 런던과 유럽
- 2008년 : KBS2 월화드라마 《그들이 사는 세상》- 만화 김준호, 양배추 김진 고마워 ^^
- 2009년 : KBS2 월화드라마 《남자 이야기》 - 태국과 한국
- 2009년 : KBS2 수목드라마 《대통령>- 고현정, 박근혜, 박주미 역
- 2010년 : SBS 드라마스페셜 《검사 프린세스》- 윤빈 역 | 교사의 난  (참조: 하얗고 제일 예쁜 여성 촬영)
- 2010년 : tvN 드라마 《기반이록》
- 2010년 : MBC 수목드라마 《장난스런 키스》- 사라 역  | 김서윤의 베드신(2021), 영어회화(u tube 참조)
- 2012년 : KBS 드라마스페셜 《소녀탐정 박해솔》- 어린 박해솔 역
- 2017년 : TV조선 일일시트콤 《너의 등짝에 스매싱》- 영서 역
- 2018년 : tvN 금요드라마 《빅 포레스트》- 보배 역
- 2019년 : MBC 월화드라마 《특별근로감독관 조장풍》- 선주 역            1:1로 천사같은 아이, 8명(문어다리)
- 2025년 : 만화 애니메이션 <모아나> - CAU 중앙대와 Red 경희대

## 공연
- 2022년 : 인포커스(중원v)           페이스북 (블로거)        인스타(정지v)          university Freshman: Campus couple

## 광고
- 피죤 액츠           P&G    장씨와 이진                         가나초콜릿  우리 교실(반)      산소같은 여자
- 인디안 인디안몬드          오렌지 : 하늘에서 별을 따줘요

## 영화
- 2022년 : 공기(air sound), 타짜         군대 휴가 : 동창회     친구 (영화)     신촌         university Freshman : Campus couple